# نگرش سیاسی محمد مصدق
نگرشِ سیاسیِ محمّد مصدّق منشأ آثارِ فراوانی در سیاستِ ایران و فراتر از ایران بوده است.

## حقوقِ زنان
او در تاریخ ۲۲ اوت ۱۹۰۹ برابر با ۳۱ امرداد ۱۲۸۸، در مصاحبه با رنه وییه یار، سردبیر مجله La Nouvelle Egypte می‌گوید:
”زن در مملکت ما همان موقعیتی را دارد که قرآن برایش تعیین کرده با این حال زنان ما عروسک‌های توخالی و بوالهوس نیستند. زن ملکهٔ خانه است. او بیشتر مادر است تا همسر، و در طول این سالهای آشفته توانستیم او را در عمل ببینیم. برای اینکه تمامشان، از هر طبقه‌ای، از مشروطیت پشتیبانی کردند و به آن علاقه‌مند بودند. قهرمانانی داریم شایستهٔ افسانه‌های زنان پارت و با احترامی زیاد، می‌توانم از عمهٔ محمدعلی شاه یاد کنم که با نگاهی مغرور و بدون تأثر، سربازان غارتگر و گستاخ برادرزاده‌اش را نظاره می‌کرد که در مقابلش تمام یادگارهای با ارزش محل اقامتش را ویران کردند. او در مقابل خرابه‌های کاخش اشکی هم نریخت. در جریان انقلاب با افتخار سربلند ماند. ”
در سال ۱۳۳۱ ائتلافی از گروه‌های مختلف زنان بیانیه‌ای مبنی بر تقاضای حقوق سیاسی و اقتصادی صادر کردند. در بخشی از این بیانیه چنین آمده بود:
... هیچ کشوری مادامی که زنان را کنار گذاشته‌اند نمی‌تواند پیشرفت کند: هیچ ملتی نمی‌تواند ادعای ساختن تمدن داشته باشد و از آن احساس غرور کند مادامی که زنان از داشتن حقوق مساوی با مردان محروم هستند…
در حمایت از این بیانیه صد هزار امضا جمع شد. نسخه‌هایی از این بیانیه به نخست‌وزیر وقت مصدق و نیز نمایندگان مجلس و سازمان ملل فرستاده شد. به رغم چنین حرکتی، حق رأی برای زنان در لایحه مربوط به قانون انتخابات درج نشد. تعداد زیادی از روحانیون رده بالا، مصدق را از مخالفت شدید خود دربارهٔ حق رأی و حق انتخاب شدن زنان مطلع ساختند و حق رأی زنان را ضداسلام اعلام کردند و مصدق نیز کاری برای حقوق زنان انجام نداد.

### کشفِ حجاب
«اگر به تدریج که دختران از مدارس خارج می‌شدند حجاب رفع می‌شد چه می‌شد؟ رفع حجاب از زنان پیر و بی‌تدبیر چه نفعی برای ما داشت؟»
«خانم‌ها به بنده اعتراض نکنند زیرا قبل از آنکه بانوان محترم کشف حجاب کنند من در اروپا با خانواده خودم کشف حجاب کردم و هیچ‌کس با کشف حجاب مخالف نبود ولی من مخالف بودم چون معتقد بودم که کشف حجاب باید به واسطهٔ اولسیون و به واسطهٔ تکامل اهل مملکت باشد نه به واسطهٔ یک کسی که یک قدرتی پیدا کرده.»

## دیکتاتوری
«دیکتاتور شبیه پدری است که اولاد خود را از محیط عمل و کار دور کند و پس از مرگ خود اولادی بی‌تجریه و بی‌عمل بگذارد. پس مدتی لازم است که اولاد او مستعد و مجرب کار شوند یا باید گفت که در جامعه افراد در حکم هیچ اند و باید آنها را یک نفر اداره کند این همان سلطنت استبدادیست که بود- مجلس برای چه خواستند و قانون اساسی برای چه نوشتند؟ - یا باید گفت که حکومت ملی است و تمام مردم باید غمخوار جامعه و در مقدرات آن شرکت نمایند در این صورت منجی و پیشوا مورد ندارد.»
«مملکتی که رجال ندارد هیچ چیز ندارد مخالفت من با دیکتاتوری این بود که از خصائص دیکتاتوری یکی اینست که مملکت فاقد رجال و دیکتاتور رجل منحصر به فرد باشد. آنهایی که عقیده به این رژیم دارند باید فکر کنند که بعد از دیکتاتور مملکت چه می‌شود.»
“اگر موجب ارتقاء ملل حکومت استبدادیست دولت انگلیس و آمریکا روی چه اصلی حائز این مقام شده‌اند؟ و اگر رژیم دیکتاتوری سبب ترقی ملل بود چرا دول محور از بین می‌روند؟ ”

## حقوقِ بهاییان
مصدق با وجود داشتن اعتقادات مذهبی در خانواده، در گرماگرم مبارزات برای ملی شدن صنعت نفت و اصلاح قوانین، تمایلی به ایجاد بحرانی تازه در کشور نداشت. این امر سبب بروز پاره‌ای سوءتفاهمات میان برخی روحانیون در آن زمان شد. سال‌ها پس از فوت او، محمدتقی فلسفی که یکی دو بار در مجالس سوگواری مذهبی همسر دکتر مصدق در دههٔ بیست به عنوان مرثیه‌سرا حضور یافته بود و در کتاب خاطرات خود به این مورد اشاره هم کرده‌است، دربارهٔ واکنش محمد مصدق به پیام آیت‌الله بروجردی در مورد برخورد با بهاییان می‌گوید: 
در دومین ملاقاتم با دکتر مصدق، بین من و او اتفاق افتاد. موضوع از آن قرار بود که بهایی‌ها در شهرستان‌ها مسئله‌ساز شده بودند و قدرت‌نمایی می‌کردند. به امر حضرت آیت‌الله عظمی آقای بروجردی وقت ملاقات گرفتم و نزد او رفتم. مانند همان دفعه قبل، او روی تخت و زیر پتو خوابیده بود. پیام آقای بروجردی را به ایشان رساندم و گفتم: «شما رئیس دولت اسلامی ایران هستید و الآن بهایی‌ها در شهرستان‌ها فعال هستند و مشکلاتی را برای مردم مسلمان ایجاد کرده‌اند؛ لذا مرتباً نامه‌هایی از آنان به عنوان شکایت به آیت‌الله بروجردی می‌رسد. ایشان لازم دانستند که شما دراین باره اقدامی بفرمایید».
دکتر مصدق بعد از تمام شدن صحبت من، به گونهٔ تمسخرآمیزی، قاه‌قاه و با صدای بلند خندیدی و گفت: «آقای فلسفی از نظر من مسلمان و بهایی فرقی ندارند؛ همه از یک ملت و ایرانی هستند». این پاسخ برای من بسیار شگفت‌آور بود زیرا اگر سؤال می‌کرد، فرق بین بهایی و مسلمان چیست؟ برای او توضیح می‌دادم. اما با آن خندهٔ تمسخرآمیز و موهن دیگر جایی برای صحبت کردن و توضیح دادن باقی نماند؛ لذا سکوت کردم و موقعی که به محضر آیت‌الله بروجردی رسیدم و این جمله را گفتم. ایشان نیز به حالت بهت و تحیر پیام وی را استماع کرد.